# Митар
Митар је име мушког рода. То је српска варијанта грчког имена Деметријус. Познати људи са именом укључују:
- Митар Мирић (рођен 1957), српски и бивши југословенски поп-фолк певач
- Митар Мрдић (рођен 1984), босански џудиста
- Митар Мркела (рођен 1965), српски фудбалер у пензији, члан тима за освајање олимпијских медаља 1984.
- Митар Суботић (1961–1999), познат као Рек Илусивии, српски музичар и композитор, продуцент у Бразилу